# Michał Koterski
Michał Koterski, también conocido como Misiek Koterski (nacido el 29 de diciembre de 1979 en Cracovia) es un actor, presentador de televisión y comediante polaco. Hijo del director Marek Koterski e Iwona Ciesielska.

## Biografía
Es conocido por sus papeles en las películas de su padre, en las que interpretó a Sylwuś, el hijo de Adam Miauczyński en Dzień świra. El sello distintivo del actor es su estilo de interpretación (que consiste en la característica personalidad femenina del actor); el artista lo llama simplemente "ser él mismo en el día a día". Participó en la producción del programa de radio matutino Antyradio, donde leía blogs de políticos destacados, entre otros, Renata Beger y Wojciech Wierzejski.
Es primo de Maciej Koterski, quien interpreta al personaje de Piotruś Wolański en las películas Kogel-mogel y Galimatias, czyli kogel-mogel II.
Apareció en la tercera temporada del programa Jak oni śpiewają. El 12 de abril de 2008 fue eliminado del programa a favor de Aneta Zając y Grażyna Szapołowska. Terminó con el noveno lugar.

## Filmografía seleccionada
- 1999: Ajlawju como Sylwuś Miauczyński
- 2002: Superprodukcja como Trabajador de gasolinera
- 2002: Dzień świra como Sylwuś Miauczyński
- 2006: Królowie śródmieścia como Słoniu
- 2006: Wszyscy jesteśmy Chrystusami como Sylwuś Miauczyński
- 2007: 7 Zwerge – Der Wald ist nicht genug como Pinocchio (doblaje en polaco)
- 2009: Pierwsza miłość como Henryk "Kaśka" Saniewski
- 2010: Jeż Jerzy como Zenek (voz)
- 2011: Kac Wawa como Cliente del burdel
- 2021: Gierek como Edward Gierek[2][3]